# إيه جي إم-65 مافريك
إيه.جي.إم-65 مافريك (بالإنجليزية: AGM-65 Maverick)‏ صاروخ موجه جو-أرض تكتيكي مصمم للدعم الجوي القريب وهو فعال ضد العديد من الأهداف التكتيكية بما في ذلك الدروع والدفاعات الجوية والسفن وومنشئات تخزين الوقود، يعتمد صاروخ إيه.جي.إم-65 مافريك في توجيهه على نظام تتبع حراري وهو يزن 300 كيلو جرام وبطول 2.49 متر، وقد دخل الصاروخ في الخدمة عام 1972.